# Лейтон, Роланд
Ро́ланд О́бри Ле́йтон (англ. Roland Aubrey Leighton; 27 марта 1895, Лондон, Великобритания — 23 декабря 1915, Луванкур, Франция) — британский поэт и офицер, участник Первой мировой войны. Погиб от ранений, полученных на линии фронта под Эбютерном. Персонаж автобиографической книги Веры Бриттен «Заветы юности» (1933).

## Биография

### Ранние годы
Родился в Лондоне 27 марта 1895 года в семье писателей Роберта Лейтона и Мэри Коннор. Отец его был первым литературным редактором газеты «Ежедневная почта» и сочинял книги в жанре приключений для юношества. Мать также писала книги в жанре приключений и была коммерчески успешным автором. У Роланда были младший брат Ивлин и сестра Клэр. Впоследствии Ивлин поступил на службу в Королевский флот и дослужился до звания капитана. В 1940 году он участвовал в эвакуации из Дюнкерка, за что был удостоен Ордена Британской империи. Клэр стала известным художником по дереву и написала биографию их матери. Некоторое время семья Лейтонов жила в особняке «Валломброза» на Эбби-Роуд в районе Сент-Джонс-Вуд, откуда переехала в особняк «Хизэр-Клиф» в прибрежном городке Лоустофт. Начальное образование Лейтон получил в Аппингемской школе. Он планировал стать редактором общенациональной газеты. В школе большинство сверстников считало его необщительным и высокомерным человеком. Во время обучения он познакомился с Эдвардом Бриттеном (1895—1918) и Виктором Ричардсоном (1895—1917), с которыми его связала крепкая дружба. Мать Лейтона называла друзей «тремя мушкетёрами». В Аппингеме Лейтон исполнял обязанности кадетского офицера в Младшем отделении корпуса подготовки офицеров. Завершив образование, он поступил в Оксфордский университет, став стипендиатом Мертон-колледжа. В это же время у него появился интерес к поэзии. Сохранились стихи Лейтона, в которых он выражал свою любовь к Вере Бриттен, сестре Эдварда Бриттена, с которой он познакомился в Аппингеме в 1913 году.

### На фронтах
Когда в 1914 году началась Первая мировая война, он обратился в армию с просьбой отправить его на фронт. Сначала Лейтон попытался попасть на Королевский флот, но ему отказали из-за близорукости. Тогда он получил сертификат «общей пригодности» у местного врача-терапевта, в котором не было упоминания о его близорукости, и смог пройти комиссию. 21 октября 1914 года Лейтон поступил на службу в звании второго лейтенанта в 4-й батальон Норфолкского полка. Теперь он изредка виделся с возлюбленной во время коротких периодов отпуска. 26 марта 1915 года Лейтон в звании лейтенанта был переведён в Вустерширский полк. Служил во Франции и участвовал в боях возле Ипра в Бельгии. В августе 1915 года он обручился с Верой Бриттен.
В письмах с фронтов, настроенный вначале патриотично, Лейтон вскоре разочаровался, став свидетелем того, что он описал, как «простую сделку». В конце 1915 года Лейтон обратился в католицизм. В декабре того же года он был ранен снайпером во время проверки провода при ярком лунном свете у окопа под Эбютерном во Франции. Лейтон получил тяжёлые травмы живота и позвоночника. Еще находясь на поле боя, он просто сказал: «Они попали мне в живот, и это плохо». Затем он впал в полубессознательное состояние. Лейтон перенес экстренную операцию на брюшной полости в Лувенкуре. Однако 23 декабря 1915 года он скончался.
Его похоронили на кладбище в Лувенкуре, недалеко от Дулленса. Похороны были проведены Комиссией по военным захоронениям Содружества. Биограф Веры Бриттен, Марк Бостридж в книге о ней писал, что могила Лейтона всегда покрыта фиалками в знак уважения к стихотворению, которое он написал для своей невесты:
```
Фиалки плокстерского леса я пошлю тебе за море.
Странно видеть цвет прибоя
Там, где друга кровь алела,
Где остыло его тело,
Странно видеть цвет покоя.
Фиалки плокстерского леса -
Что значат для меня эти цветы?
Жизнь, надежда, любовь, ты.
И пусть не на твоих глазах они взошли на погребальном косогорье, —
От взора дня сокрыто горе.
Родная, сожалеть повремени.
Цветы фиалки из-за моря я шлю в родные, позабытые края.
Я шлю их в память об утрате,
И знаю, ты поймешь меня.

```

Последнее стихотворение Лейтона, которое было найдено в его одежде после смерти, было «Эдовиль». Он написал его в ноябре 1915 года. Вера Бриттен сочла стихотворение тревожным и трудным для полного понимания. Казалось, что в нём Лейтон предвидел собственную скорую смерть и другую жизнь для невесты с новым возлюбленным.
Вера Бриттен написала несколько стихотворений, посвященных жизни Лейтона, которые были опубликованы в 1918 году в книге «Стихи В.А.Д.» и затем в книге «Потому что ты умер». Позднее она увековечила имена жениха и брата в своей знаменитой автобиографической книге «Заветы юности». Многие из писем Лейтона включены в книгу «Письма от потерянного поколения», сборник писем военного времени, отредактированный Аланом Бишопом и Марком Бостриджем и опубликованный в 1998 году. «Хроника молодости Бриттен», в которой содержатся дневники Веры Бриттен за 1913—1917 года, включает записи о Лейтоне и их отношениях, выдержки из его писем с поля боя и его поэзии. В 1916 году мать Лейтона анонимно опубликовала мемуары о нём под названием «Мальчик моего сердца».

## Память
Имя Лейтона указано на военном мемориале в школьной часовне в Аппингеме и на военном мемориале в Мертон-колледже в Оксфорде. Вместе с Эдвардом Бриттеном и Виктором Ричардсоном, он упомянут на военном мемориале в церкви Святого Варнавы в Хове, которую часто посещала семья Ричардсонов.
В 1979 году в телевизионной экранизации «Заветов юности» роль Роланда сыграл Питер Вудворд, а Шерил Кэмпбелл исполнила роль Веры. В адаптации Би-би-си Радио 4 книги «Письма потерянного поколения» в 1998 году Руперт Грейвс исполнил роль Роланда Лейтона. В 2008 году его роль в документальной экранизации «Вера Бриттен. Женщина в любви и на войне» на канале Би-би-си 1 сыграл Кристиан Брассингтон. В фильме 2014 года «Воспоминания о будущем» роль Роланда сыграл Кит Харингтон. Песня 1998 года «Жизнь (1895—1915)» музыканта Марка Холлиса, вошедшая в его единственный сольный альбом, была вдохновлена жизнью и смертью Лейтона.